# Pata-Rât

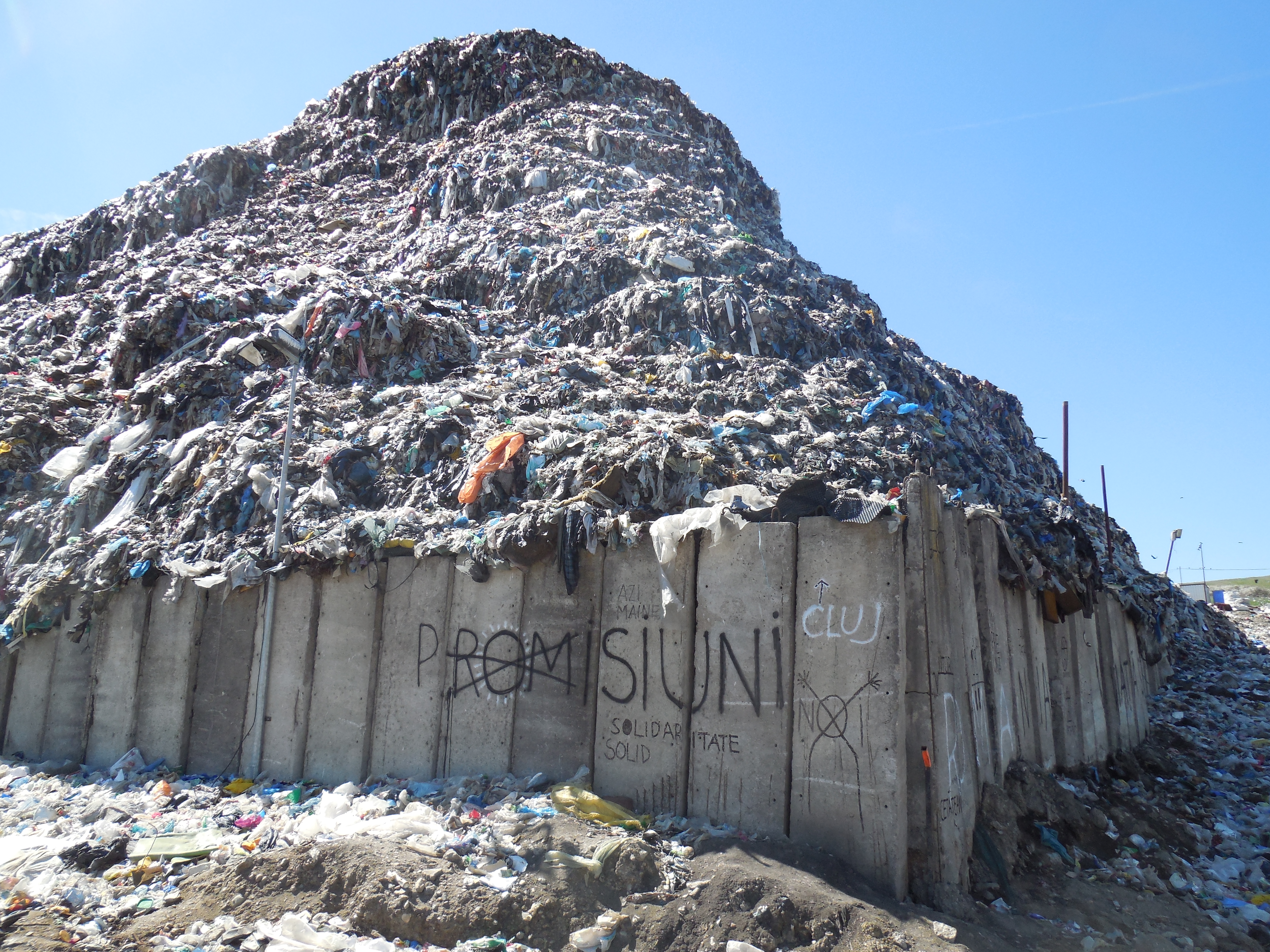
Grafitti pe rampa de gunoi Pata Rât

Pata-Rât (în maghiară Patarét) este locul pe care se află amplasată rampa de gunoi a municipiului Cluj-Napoca. Denumirea locului provine de la satul învecinat, Pata.
La Pata Rât locuiesc aproximativ 1.500 de persoane , o parte dintre ele evacuate  de autoritățile din Cluj.